# Lőrincz László (biológus)
Lőrincz László (Nagyenyed, 1933. április 20. – Nagyenyed, 2017. augusztus 25.) erdélyi magyar biológus, muzeológus.

## Életútja
Középiskolai tanulmányait szülővárosában, a Bethlen Gábor Kollégiumban s Kolozsvárt végezte, a Babeș–Bolyai Tudományegyetemen tanári diplomát szerzett. Előbb munkás, raktárnok, könyvelő, végül 1960-tól a nagyenyedi Természettudományi Múzeumban biológus-muzeológus nyugalomba vonulásáig (1991). A román ornitológiai, entomológiai és gerontológiai társaságok s a washingtoni Földrajzi Társaság tagja.
A biológia számos területén (rovartan, madártan, traumatológia, csonttan, gerontológia, paleontológia, információ-áramlás a szervezetben) végzett kutatásokat, s eredményeit tudományos rendezvényeken, szakegyesületek kongresszusain mutatta be. Tanulmányozta a Maros folyó középső szakaszának ökológiai egyensúlyát, éveken át Óceánia és Afrika művészetét a világjáró nagyenyedi Fenichel Sámuel néprajzi kutatásai alapján.
Elkészítette Benkő Ferenc nagyenyedi tanárnak, az első Magyar mineralógia szerzőjének életrajzát és munkáinak bibliográfiáját a mű megjelenésének 200. évfordulója alkalmából (1986).
Előadásaival és interjúival a kolozsvári és bukaresti rádió magyar adásaiban 1978 és 1982 közt, majd 1991-től kezdve újra szerepelt. 2006. május 6-tól Nagyenyeden a dr. Szász Pál Galériában Lőrincz László nyugalmazott muzeológus huszonöt alkotását, tusrajzait lehetett megtekinteni. A 2000-ben megalakult nagyenyedi Fenichel Kör rendezvényeinek keretében vetítéssel egybekötött sejtbiológiai előadást tartott 2006. novemberében.

## Művei
- Az enyedi pantheon. A nagyenyedi református temető képekben; Nagyenyedi Református Egyházközség, Aiud [Nagyenyed], 1996
- Lőrincz László–Lőrincz Magor: A madártan története Erdélyben; Benkő Ferenc Tudományos Műhelyek, Nagyenyed 2003
- Lőrincz László–Lőrincz L. Magor: Románia madárfaunájának rendszertani névjegyzéke. Egyetemi segédtankönyv; "Benkő Ferenc" Tudományos Műhelyek, Nagyenyed, 2003